# Diemszynka (rejon dobriński)
Diemszynka (ros. Демшинка) – wieś (sieło) w Rosji, w obwodzie lipieckim, w rejonie dobrińskim. W 2010 liczyła 405 mieszkańców.